# Appellationsgericht Amberg
Das Appellationsgericht Amberg war ein bayerisches Appellationsgericht mit Sitz in Amberg. Es war für den Regenkreis, später die Oberpfalz als Berufungsgericht zuständig.
Durch das Organische Edikt über die Gerichtsverfassung vom 24. Juli 1808, Teil III wurden die bisherigen Hofgerichte durch Appellationsgerichte ersetzt. 1856 wurden die Appellationsgerichte zur Berufungsinstanz für die Entscheidungen der neu geschaffenen Bezirksgerichte. 1873 wurden die Appellationsgerichte für die Oberpfalz und Mittelfranken in Nürnberg zusammengefasst. Das Appellationsgericht Amberg wurde damit aufgelöst und seine Aufgaben dem in Nürnberg übertragen. 1879 wurde das Appellationsgericht Nürnberg mit dem Inkrafttreten des deutschen Gerichtsverfassungsgesetzes in ein Oberlandesgericht umgewandelt.

## Richter
- Johann Christoph von Aretin, 1819–1824
- Julius Georg Knoll, ab 1824
- Sebald Brendel, ab 1832

## Belege
1. ↑  RBl. 1808, 1785, abgedruckt in: Handbuch der Staats-Verfassung und Staats-Verwaltung des Königreichs Baiern, Band 4, 1810, S. 3–13, online
2. ↑  Wilhelm Volkert (Hrsg.): Handbuch der bayerischen Ämter, Gemeinden und Gerichte 1799–1980. 1983, ISBN 3-406-09669-7, S. 117–118, 605.